# Divo Barsotti

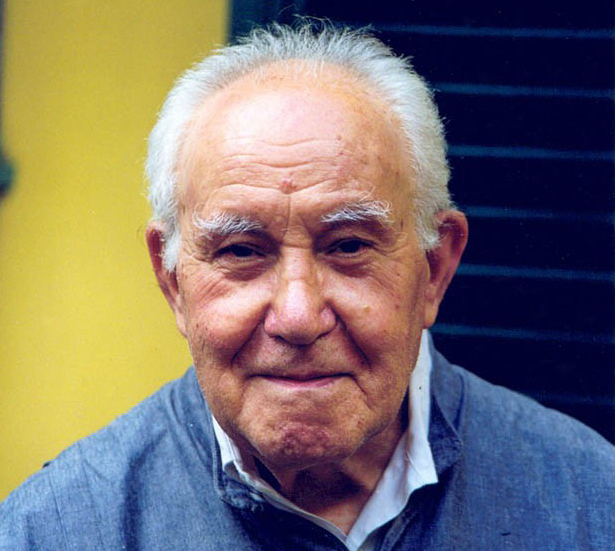
Divo Barsotii (1997)

Divo Barsotti (ur. 1914 w Palaia, zm. 2006 we Florencji) – włoski teolog, Sługa Boży Kościoła katolickiego, kaznodzieja, mistyk i pisarz. Autor ponad 150 publikacji i kilkuset artykułów. Pisał komentarze do Pisma Świętego, studia nad żywotami świętych, a także dzienniki i poezje. Założyciel rodziny zakonnej Wspólnota Dzieci Bożych, obejmującej mnichów, osoby duchowne żyjące w domach wspólnotowych i osoby konsekrowane żyjące w świecie (w sumie ok. 2 tys. osób). Interesował się duchowością chrześcijaństwa wschodniego, a jego praca pt. Chrześcijaństwo rosyjskie, przyczyniła się do popularyzacji we Włoszech wielu postaci Kościoła prawosławnego. Przez ponad trzydzieści lat wykładał na Wydziale Teologicznym we Florencji; laureat licznych nagród literackich.
W Polsce ukazały się następujące tłumaczenia jego książek:
- nakładem Księgarni św. Wojciecha: Misterium chrystianizmu. Rozważania o życiu wewnętrznym (Poznań 1964);
- nakładem Wydawnictwa WAM: Medytacje na temat Księgi Wyjścia (Kraków 1999), Medytacje na temat Księgi Jozuego (Kraków 1999), Nasza Matka. Przesłanie Matki Bożej (Kraków 2008);
- nakładem Wydawnictwa Franciszkanów "Bratni Zew": Dzień z Chrystusem (Kraków 2009), Pascha z Chrystusem. Jak zrozumieć Mszę Świętą (Kraków 2009), Wierzę w życie wieczne (Kraków 2009); Święty Franciszek z Asyżu żywą modlitwą. Nieskończenie mały w obliczu Nieskończenie Wielkiego (Kraków 2013);
- nakładem Wydawnictwa Zmartwychwstańców "Alleluja": Duchowość św. Anieli Merici. Rodzina wokół Matki (Kraków 2014).